# Tom Tully
Tom Tully, all'anagrafe Thomas Kane Tulley (Durango, 21 agosto 1908 – Newport Beach, 27 aprile 1982), è stato un attore statunitense.
Nel 1955 ottenne una candidatura all'Oscar al miglior attore non protagonista per il film L'ammutinamento del Caine (1954) di Edward Dmytryk.

## Biografia
Intenzionato a intraprendere la carriera militare, Tom Tully non riuscì per un punto a superare la selezione per l'accesso all'Accademia Navale e fu reclutato in qualità di marinaio semplice come pilota navale. Terminato il servizio militare, lavorò per qualche tempo come reporter del giornale The Denver Post, quindi raggiunse New York, attratto dai maggiori guadagni di una carriera radiofonica.
Con il primo impiego per imitare l'abbaiare di un cane nello show Renfrew of the Mounted, Tully ottenne subito un ruolo parlato nel medesimo spettacolo, iniziando una carriera che lo vide diventare un veterano con oltre tremila partecipazioni radiofoniche. L'attore passò quindi a Broadway, dove recitò tra gli altri nello spettacolo Ah, Wilderness, che non fu un successo, e in The Time of Your Life e Jason, che ebbero invece un ottimo riscontro di critica e pubblico.
Dal palcoscenico al grande schermo il passo fu breve e Tully debuttò a Hollywood nel 1943, partecipando nello stesso anno ai film bellici Mission to Moscow (1943), L'ostaggio (1943) e Destinazione Tokyo (1943). Come caratterista apparve in altri celebri film degli anni quaranta, tra cui Al tuo ritorno (1944), Anime ferite (1946), un dramma sul reinserimento dei reduci di guerra, il noir Una donna nel lago (1947), i polizieschi Trafficanti di uomini (1949) e Sui marciapiedi (1950).
La carriera di Tully proseguì attivamente anche negli anni cinquanta e nei generi cinematografici più disparati, dal western con Tomahawk - Scure di guerra (1951) e La freccia nella polvere (1954), alla commedia come Marito per forza (1952) e La vergine sotto il tetto (1953). Nel 1955 giunse anche una candidatura all'Oscar al miglior attore non protagonista per il ruolo del capitano DeVriess, il primo comandante del dragamine Caine, un veterano benvoluto dal proprio equipaggio, che passa ad altro incarico e viene sostituito dal capitano Queeg (Humphrey Bogart) nell'avvincente L'ammutinamento del Caine (1954), accanto a José Ferrer, Van Johnson e Fred MacMurray, per la regia di Edward Dmytryk.
Il 1954 fu anche l'anno del debutto televisivo nella serie poliziesca The Lineup, nella quale Tully interpretò il ruolo dell'ispettore Matt Grebb per un totale di 185 episodi, fino al 1960. Altre sue apparizioni televisive furono nelle serie Alfred Hitchcock presenta (1960), Perry Mason (1964), Gli uomini della prateria (1961-1965), The Dick Van Dyke Show (1964-1966), nella quale interpretò il ruolo di Sam Petrie, padre del protagonista Rob Petrie (Dick Van Dyke), Shane (1966), in cui impersonò il colono Tom Starrett (ruolo che era stato di Van Heflin ne Il cavaliere della valle solitaria, film da cui la serie trasse origine).
Alla fine degli anni sessanta, dopo la partecipazione al western L'uomo dalla cravatta di cuoio (1968) e alle serie Il grande teatro del West (1967-1969) e Ai confini dell'Arizona (1969), Tully intraprese un tour in Vietnam per una serie di spettacoli di intrattenimento per le truppe impegnate al fronte, con visite agli ospedali militari e voli dietro le linee nemiche. Durante questa tournée, l'attore contrasse una grave infezione parassitaria, simile a quella responsabile dell'elefantiasi. Al ritorno negli Stati Uniti, fu colpito da un embolo a una gamba e successivamente fu costretto a subire l'amputazione dell'arto fino all'anca.
Nonostante la grave menomazione, Tully non abbandonò la recitazione e riapparve sul piccolo schermo in un episodio della serie Missione Impossibile (1972) e in due episodi di A tutte le auto della polizia (1972-1973). Il suo ultimo ruolo sul grande schermo fu quello di un commerciante d'armi nel thriller Chi ucciderà Charley Varrick? (1973), accanto a Walter Matthau. Tully recitò il ruolo apparendo sulla propria sedia a rotelle e rendendo particolarmente realistica la propria interpretazione dell'anziano e menomato commerciante.
Le condizioni di salute non consentirono a Tully di proseguire la carriera, che di fatto si chiuse nel 1974. Le conseguenze dell'intervento chirurgico causarono progressive complicazioni e debilitarono fortemente l'attore, che non fu più in grado di presentarsi sul set. Morì il 27 aprile 1982, all'età di settantatré anni, a causa di un cancro e di una situazione clinica già fortemente compromessa. Lasciò la moglie Ida Johnson, che aveva sposato nel 1954, un anno dopo il divorzio dalla prima moglie Frances McHugh (sposata nel 1938).

## Filmografia

### Cinema
- Il segno della croce (The Sign of the Cross), regia di Cecil B. DeMille (1932) - Re-Release Prologue (1944)
- Mission to Moscow, regia di Michael Curtiz (1943) (non accreditato)
- L'ostaggio (Northern Pursuit), regia di Raoul Walsh (1943)
- Destinazione Tokio (Destination Tokyo), regia di Delmer Daves (1943)
- Over the Wall, regia di Jean Negulesco (1943)
- Reward Unlimited, regia di Jacques Tourneur (1944)
- Commando segreto (Secret Command), regia di A. Edward Sutherland (1944)
- The Town Went Wild, regia di Ralph Murphy (1944)
- Al tuo ritorno (I'll Be Seeing You), regia di William Dieterle (1944)
- Il fantasma (The Unseen), regia di Lewis Allen (1945)
- Non parlare, baciami (Kiss and Tell), regia di Richard Wallace (1945)
- Avventura (Adventure), regia di Victor Fleming (1945)
- Il virginiano (The Virginian), regia di Stuart Gilmore (1946)
- Anime ferite (Till the End of Time), regia di Edward Dmytryk (1946)
- Una donna nel lago (Lady in the Lake), regia di Robert Montgomery (1947)
- Contrabbando a Shanghai (Intrigue), regia di Edwin L. Marin (1947)
- Pugno di ferro (Killer McCoy), regia di Roy Rowland (1947)
- Scudda Hoo! Scudda Hay!, regia di F. Hugh Herbert (1948)
- Il vagabondo della foresta (Rachel and the Stranger), regia di Norman Foster (1948)
- Vorrei sposare (June Bride), regia di Bretaigne Windust (1948)
- Sangue sulla luna (Blood on the Moon), regia di Robert Wise (1948)
- Il vagabondo della foresta (Rachel and the Stranger), regia di Norman Foster (1948)
- Trafficanti d'uomini (Illegal Entry), regia di Frederick de Cordova (1949)
- Bella e bugiarda (A Kiss for Corliss), regia di Richard Wallace (1949)
- The Lady Takes a Sailor, regia di Michael Curtiz (1949)
- Sui marciapiedi (Where the Sidewalk Ends), regia di Otto Preminger (1950)
- Il marchio di sangue (Branded), regia di Rudolph Maté (1950)
- Tomahawk - Scure di guerra (Tomahawk), regia di George Sherman (1951)
- Il bandito di York (The Lady and the Bandit), regia di Ralph Murphy (1951)
- La sirena del circo (Texas Carnival), regia di Charles Walters (1951)
- Il figlio di Texas (Return of the Texan), regia di Delmer Daves (1952)
- Marito per forza (Love Is Better Than Ever), regia di Stanley Donen (1952)
- Prigionieri della palude (Lure of the Wilderness), regia di Jean Negulesco (1952)
- Furore sulla città (The Turning Point), regia di William Dieterle (1952)
- Ruby fiore selvaggio (Ruby Gentry), regia di King Vidor (1952)
- Il cantante di jazz (The Jazz Singer), regia di Michael Curtiz (1952)
- L'irresistibile Mr. John (Trouble Along the Way), regia di Michael Curtiz (1953)
- La vergine sotto il tetto (The Moon Is Blue), regia di Otto Preminger (1953)
- Il mare dei vascelli perduti (Sea of Lost Ships), regia di Joseph Kane (1953)
- La freccia nella polvere (Arrow in the Dust), regia di Lesley Selander (1954)
- L'ammutinamento del Caine (The Caine Mutiny), regia di Edward Dmytryk (1954)
- Amami o lasciami (Love or Leave Me), regia di Charles Vidor (1955)
- L'avventuriero di Hong Kong (Soldier of Fortune), regia di Edward Dmytryk (1955)
- La grande prigione (Behind the High Wall), regia di Abner Biberman (1956)
- Un pugno di polvere (Ten North Frederick), regia di Philip Dunne (1958)
- La nave più scassata dell'esercito (The Wackiest Ship in the Army), regia di Richard Murphy (1960)
- L'uomo che non sapeva amare (The Carpetbaggers), regia di Edward Dmytryk (1964)
- McHale's Navy Joins the Air Force, regia di Edward Montagne (1965)
- L'uomo dalla cravatta di cuoio (Coogan's Bluff), regia di Don Siegel (1968)
- Any Second Now, regia di Gene Levitt (1969) – film tv
- Chi ucciderà Charley Varrick? (Charley Varrick), regia di Don Siegel (1973)
- Hijack!, regia di Leonard Horn (1973) – film tv

### Televisione
- Cavalcade of America - serie TV, 1 episodio (1952)
- Schlitz Playhouse of Stars - serie TV, 1 episodio (1954)
- The Philco Television Playhouse - serie TV, 1 episodio (1955)
- Front Row Center - serie TV, 1 episodio (1956)
- Celebrity Playhouse – serie TV, episodio 1x23 (1956)
- The Ford Television Theatre - serie TV, 2 episodi (1953-1956)
- Telephone Time – serie TV, episodio 2x15 (1956)
- I racconti del West (Zane Grey Theater) - serie TV, 2 episodi (1957)
- Make Room for Daddy - serie TV, 2 episodi (1953-1957)
- The Lineup - serie TV, 185 episodi (1954-1959)
- Alfred Hitchcock presenta (Alfred Hitchcock Presents) - serie TV, 1 episodio (1960)
- The United States Steel Hour - serie TV, 1 episodio (1961)
- Tales of Wells Fargo - serie TV, 1 episodio (1961)
- Empire - serie TV, 1 episodio (1962)
- Gli intoccabili (The Untouchables) - serie TV, 1 episodio (1963)
- La legge di Burke (Burke's Law) – serie TV, episodio 1x08 (1963)
- Perry Mason - serie TV, 2 episodi (1964)
- Il virginiano (The Virginian) – serie TV, episodio 3x16 (1964)
- My Living Doll – serie TV, episodio 1x18 (1965)
- Gli uomini della prateria (Rawhide) - serie TV, 2 episodi (1961-1965)
- The Farmer's Daughter - serie TV, 1 episodio (1965)
- Il cavaliere solitario (The Loner) - serie TV, 1 episodio (1965)
- La leggenda di Jesse James (The Legend of Jesse James) - serie TV, 1 episodio (1965)
- The Dick Van Dyke Show - serie TV, 2 episodi (1964-1966)
- Shane - serie TV, 17 episodi (1966)
- Hey, Landlord - serie TV, 1 episodio (1967)
- The Andy Griffith Show - serie TV, 1 episodio (1967)
- Bonanza - serie TV, 2 episodi (1965-1967)
- Il grande teatro del West (The Guns of Will Sonnett) - serie TV, 2 episodi (1967-1969)
- Ai confini dell'Arizona (The High Chaparral) - serie TV, episodio 2x17 (1969)
- Mod Squad, i ragazzi di Greer (The Mod Squad) - serie TV, 1 episodio (1969)
- Missione Impossibile (Mission: Impossible) - serie TV, 1 episodio (1972)
- A tutte le auto della polizia (The Rookies) - serie TV, 2 episodi (1972-1973)
- Temperatures Rising - serie TV, 1 episodio (1973)

## Doppiatori italiani
Nelle versioni in italiano dei suoi film, Tom Tully è stato doppiato da:
- Amilcare Pettinelli in Sui marciapiedi, L'irresistibile Mr. John, La freccia nella polvere
- Olinto Cristina in Tomahawk - Scure di guerra, Ruby, fiore selvaggio, L'ammutinamento del Caine
- Giorgio Capecchi in Il figlio del Texas, Prigionieri della palude, La nave più scassata... dell'esercito
- Bruno Persa in Contrabbando a Shanghai, Un pugno di polvere
- Carlo Romano in L'avventuriero di Hong Kong, L'uomo che non sapeva amare
- Nino Pavese in L'ostaggio
- Luigi Pavese in Destinazione Tokio
- Gaetano Verna in Al tuo ritorno
- Aldo Silvani in Sangue sulla luna
- Lauro Gazzolo in Furore sulla città
- Mario Besesti in La vergine sotto il tetto
- Stefano Sibaldi in La grande prigione
- Mario Laurentino in L'uomo dalla cravatta di cuoio
- Sergio Di Giulio in Il virginiano (2º ridoppiaggio)
- Roberto Villa in Una donna nel lago (ridoppiaggio)

## Riconoscimenti
Premi Oscar 1955 - Candidatura all'Oscar al miglior attore non protagonista per L'ammutinamento del Caine